# 루체른 역부두
루체른 역부두(독일어: Luzern Bahnhofquai 루체른 반호프콰이[*])는 스위스 루체른 시에 있는 부두이자, 선적 터미널이다. 루체른 호수의 북서쪽 모퉁이에 위치하며, 로이스강이 호수를 떠나 북쪽으로 아레강을 향해 운행한다. 이 운행은 루체른호 해운에서 제공한다. 터미널은 루체른의 주요 기차역에서 반호프 광장 건너편에 있다.

## 레이아웃
터미널에는 1~6번까지 6개의 부두가 있다. 1번은 제브뤼케 근처에 있으며 무대는 루체른 문화 및 의회 센터 주변에서 시계 방향으로 계속된다. 역광장 바로 남쪽에는 루체른역의 버스 정류장이 있으며, 그 뒤에 역 건물이 있다.

## 운행편
2020년 12월 시간표 변경에 따라 루체른 역선착장에는 다음 서비스가 정차한다.
- 루체른호 해운 :
  - 브루넨까지 매시간 운행; 일부 선박은 브루넨에서 플뤼엘렌까지 계속 운행.
  - 여름철에는 알프나흐슈타트까지 하루 5회 왕복
  - 여름철에는 퀴스나흐트 암 리기까지 하루 3회 왕복
  - 여름철에는 메겐호른까지 하루 3회 왕복

4월과 10월 중순 사이에 매일 운행되는 고트하르트 파노라마 익스프레스는 반호프콰이와 루가노를 페리와 기차로 하루에 한 번 연한다. 페리로 루체른 호수를 따라 플뤼엘렌까지 여행한 다음, 역사적인 고트하르트 루트를 따라 기차로 이동한다.